# Liste der Baudenkmale in Roskow
In der Liste der Baudenkmale in Roskow sind alle Baudenkmäler der brandenburgischen Gemeinde Roskow und ihrer Ortsteile aufgelistet. Grundlage ist die Veröffentlichung der Landesdenkmalliste mit dem Stand vom 31. Dezember 2020. Die Bodendenkmale sind in der Liste der Bodendenkmale in Roskow aufgeführt.

## Baudenkmale in den Ortsteilen
In den Spalten befinden sich folgende Informationen:
- ID-Nr.: Die Nummer wird vom Brandenburgischen Landesamt für Denkmalpflege vergeben. Ein Link hinter der Nummer führt zum Eintrag über das Denkmal in der Denkmaldatenbank. In dieser Spalte kann sich zusätzlich das Wort Wikidata befinden, der entsprechende Link führt zu Angaben zu diesem Denkmal bei Wikidata.
- Lage: die Adresse des Denkmales und die geographischen Koordinaten. Link zu einem Kartenansichtstool, um Koordinaten zu setzen. In der Kartenansicht sind Denkmale ohne Koordinaten mit einem roten beziehungsweise orangen Marker dargestellt und können in der Karte gesetzt werden. Denkmale ohne Bild sind mit einem blauen bzw. roten Marker gekennzeichnet, Denkmale mit Bild mit einem grünen beziehungsweise orangen Marker.
- Bezeichnung: Bezeichnung in den offiziellen Listen des Brandenburgischen Landesamtes für Denkmalpflege. Ein Link hinter der Bezeichnung führt zum Wikipedia-Artikel über das Denkmal.
- Beschreibung: die Beschreibung des Denkmales
- Bild: ein Bild des Denkmales und gegebenenfalls einen Link zu weiteren Fotos des Baudenkmals im Medienarchiv Wikimedia Commons

### Lünow
| ID-Nr.   | Lage                         | Bezeichnung          | Beschreibung | Bild                 |
| -------- | ---------------------------- | -------------------- | --- | -------------------- |
| 09190276 | Lünower Dorfstraße (Lage)    | Dorfkirche           | Die Kirche ist im Kern ein spätgotischer Saalbau, der 1695 erneuert wurde. 1888 erfolgte der Bau des heutigen Westturms. Zur Ausstattung gehört eine Taufe aus dem Anfang des 17. Jahrhunderts. Der Orgelprospekt stammt aus der ersten Hälfte des 19. Jahrhunderts. In der Kirche befinden sich Grabsteine für Herrn von Klot und Elisabeth von Brunn. Weitere Grabsteine sind stark verwittert. | weitere Bilder       |
| 09190277 | Lünower Dorfstraße 25 (Lage) | Reste des Gutshauses | Von dem Gutshaus sind nur der Kern erhalten geblieben. Dieser wurde in der Mitte des 16. Jahrhunderts erbaut. 1910 wurde ein den massiven Kern umschließender Fachwerkbau abgerissen, „nachdem es lange vernachlässigt worden war“. Das Hauptgeschoss ist ein Raum im spätgotischen Stil, er wird Kapelle genannt.                                                                                | Reste des Gutshauses |

### Roskow
| ID-Nr.   | Lage                    | Bezeichnung                                                    | Beschreibung | Bild                                                           |
| -------- | ----------------------- | -------------------------------------------------------------- | --- | -------------------------------------------------------------- |
| 09190374 | (Lage)                  | Dorfkirche                                                     | Die evangelische Kirche wurde im Jahre 1724 errichtet, der Turm ist allerdings aus dem 15. Jahrhundert. Der Kanzelaltar stammt aus dem Jahre 1724.                                                                            | weitere Bilder                                                 |
| 09190375 | (Lage)                  | Gutshaus mit Nebengebäude (Gutsbeamtenhaus)                    | Das Gutshaus ist eine zweistöckige Dreiflügelanlage. Sie wurde in den Jahren 1723 bis 1727 für Christoph III. von Katte im Stil des Barock errichtet. Neben dem Gutshaus gehört das ehemalige Gutsbeamtenhaus zum Baudenkmal. | weitere Bilder                                                 |
| 09190582 | Dorfstraße 26/27 (Lage) | Gutsarbeiterhaus                                               | | Gutsarbeiterhaus                                               |
| 09190896 | Dorfstraße 41 (Lage)    | Gehöft, bestehend aus Wohnhaus, zwei Stallgebäuden und Scheune | | Gehöft, bestehend aus Wohnhaus, zwei Stallgebäuden und Scheune |
| 09190859 | Dorfstraße 42 (Lage)    | Wohnhaus und rechtes Stallgebäude eines Gehöfts                | | Wohnhaus und rechtes Stallgebäude eines Gehöfts                |

### Weseram
| ID-Nr.   | Lage                  | Bezeichnung | Beschreibung | Bild           |
| -------- | --------------------- | ----------- | --- | -------------- |
| 09190523 | Hauptstraße (Lage)    | Dorfkirche  | Die evangelische Dorfkirche wurde von 1752 bis 1753 erbaut. Es ist ein einfacher Bau, im Westen der Kirche befindet sich der Turm. Der Kanzelaltar im Inneren stammt aus der ersten Hälfte des 18. Jahrhunderts. | weitere Bilder |
| 09190752 | Hauptstraße 22 (Lage) | Schule      | | Schule         |